# منير العجلاني
منير العجلاني (1914- 20 حزيران 2004 م) سياسي سوري ومحام ورجل قانون، وأديب كاتب، تقلَّد مناصبَ حكومية في سورية، منها وِزارة العدل ووِزارة المعارف، قبل أن يُعتقَل قُبيل الوحدة السورية المصرية، بتهمة الضلوع في محاولة انقلاب على أنصار الرئيس جمال عبد الناصر في سورية. وكان العجلاني من أشهر أساتذة القانون في جامعة دمشق، وقد تولى رئاسة الجامعة بالوكالة عام 1954، وهو أحد مؤسسي تنظيم القمصان الحديدية في سورية. وهو صهر رئيس الجمهورية تاج الدين الحسني، الذي حكم ما بين 1941 و1943.

منير العجلاني يوم كان وزيرًا للرياضة والشباب في سورية عام 1942

## البداية
ولد منير العجلاني في حيّ سيدي عامود بدمشق (الحريقة) وهو سليل أسرة دينية عريقة، تولى أبنائها نقابة الأشراف لقرون. وكانت عائلة العجلاني من الأسر الثرية في دمشق، لها اراض زراعية خصبة في غوطتتها الشرقية. درس الحقوق في الجامعة السورية، قبل أن ينتقل إلى جامعة السوربون في باريس، حيث حصل على شهادة دكتوراة دولة في القانون سنة 1933، وشهادة ثانية بالصحافة وثالثة في عِلم اللسانيات. وخلال سنواته الجامعية نشط في الجمعيات الطلابية ضد الإستعمار الفرنسي في بلاده وكان يكتب في الصحف الفرنسية. 

## العمل الصحفي
عند عودته إلى سورية، عمل العجلاني في جريدة الجزيرة التي كان يُصدرها تيسير الظبيان، ثم انتقل إلى جريدة القبس مع الصحفي نجيب الريّس. (جورج فارس. من هم في العالم العربي، ص 412) وفي 1 نيسان 1939 شارك في تأسيس جريدة النضال مع صديقه الدكتور سامي كبارة، وهي صحيفة سياسية مسائية كانت معارضة لحكم الانتداب الفرنسي في سورية. ولكنه وبعد ثلاثة أشهر، انفصل عن إدارة وملكية جريدة النضال، مع الاحتفاظ بكتابة مقالات دورية على صفحاتها اليومية.

## القمصان الحديدية
خلال سنوات دراسته في أوروبا، تأثر منير العجلاني بظهور التنظيمات عسكرية في كلّ من برلين وروما، وقرر تأسيس حركة مشابهة في دمشق، تكون بديلاً عن الجيش السوري الذي تم حلّه من قبل سلطة الانتداب الفرنسي يوم احتلال سورية سنة 1920. تشارك مع الزعيم فخري البارودي في تأسيس تنظيم القمصان الحديدية، الذي ظهر إلى العلن يوم 8 أذار 1936. هدف التظيم إلى خلق جيل جديد من الشباب السوري يكون ثلاثي الأبعاد، مثل رجال عصر النهضة في أوروبا، يجيد أبنائه الشعر والآدب والعلوم بكافة أنواعها، إضافة إلى ركوب الخيل وفنّ القتال. وكانت القمصان الحديدية ذراع عسكري للكتلة الوطنية التي انتسب إليها العجلاني في مطلع الثلاثينيات، قبل أن ينشق عن صفوفها وينضم إلى الزعيم الوطني عبد الرحمن الشهبندر. أسهم تنظيم القمصان الحديدية في حماية الأحياء والأهالي من تجاوزات الفرنسيين، ولكنَّ المفوضية الفرنسية العليا في بيروت أمرت بحلِّه نهائيًا، بعد توجيه اتهام إلى منير العجلاني وفخري البارودي بالتعاطف مع الحزب النازي في ألمانيا ومع زعيمه أدولف هتلر. 

## الزواج
تزوج منير العجلاني من السيدة إنعام الحسني، كريمة رئيس الجمهورية تاج الدين الحسني، الذي عينه مديراً للقصر الجمهوري سنة 1941، ثم وزيراً في حكومة الرئيس حسني البرازي يوم 18 نيسان 1942. تولى العجلاني حقيبة الشباب التي أُنشِئت خصِّيصى له، ثم حُلَّت بعد استقالة حكومة البرازي في 8 يناير (كانون الثاني) 1943. وفي نهاية عهد عمِّه رئيس الجمهورية تسلَّم العجلاني حقيبة الشؤون الاجتماعية المستحدثة أيضًا حتى 25 مارس (آذار) 1943.

## العلاقة مع نزار قباني
في عام 1936، طُلب من منير العجلاني الترشح للمقعد النيابي، ممثلاً عن مدينة دمشق. وجاء الطلب من الوجيه والصناعي توفيق قباني، الذي غضب من مشاهدة أحد نواب العاصمة مخموراً في شوارعها. ولكن عمر العجلاني لم يسمح له بالترشح يومها، فقام بتعديل بياناته في سجلات النفوس، ليصبح من تولد 1905 بدلاً من 1914.  ورداً للجميل، قام منير العجلاني بإحتضان نجل توفيق قباني، الشاعر الشاب نزار قباني، عند وضعه ديوانه الأول سنة 1944. كتب العجلاني مقدمة ديوان «قالت لي السمراء» وكتب قائلاً: «لا تقرأ هذا الديوان، فما كتب ليقرأ.. ولكنه كتب ليغنّى.. ويشم.. ويضم.. وتجد فيه النفس دنيا ملهمة. يا نزار !لم تولد في مدرسة المتنبي، فما أجدك تعنى بشيء من الرثاء والمديح والحكمة، وما أجدك تعنى بالبيت الواحد من القصيدة يضرب مثلاً، وما أجدك بعد هذا تعنى بالأساليب التي ألفها شعراؤنا وأدباؤنا وإنما أنت شيء جديد في عالمنا.» 

## محاولة انقلاب عام 1950
في مطلع عهد الاستقلال، سُمّي العجلاني وزيراً للمعارف في حكومة الرئيس جميل مردم بك يوم 7 تشرين الأول 1947 وظلّ في منصبه حتى نهاية عام 1948، عندما إنتخب عضواً في مجمع اللغة العربية في دمشق. شهد حرب فلسطين، ورفض تأيد الإنقلاب العسكري الأول الذي أطاح بحكم الرئيس شكري القوتلي يوم 29 أذار 1949. بقي بعيداً عن الأضواء حتى سقوط عهد حسني الزعيم العسكري في 14 آب 1949 ليعود إلى الصدارة بصفته أحد مُشرعي دستور عام 1950. وكان محسوباً على التيار الهاشمي في سورية، المطالب بوحدة سورية الكبرى تحت عرش الملك عبد الله بن الحسين. تم اعتقاله في أيلول 1950 بتهمة الضلوع في محاولة إنقلاب ضد نظام سورية الجمهورية، وبقي سجيناً حتى كانون الثاني 1951. وقد قيل في التحقيقات أنه تقاضى مالاً من وزير معارف الأردن للترويج للملك عبد الله بين صفوف الضباط السوريين. ولكن العجلاني نفى كل التهم الموجهة إليها، وأصر على أنه تعرض لحملة شنيعة من قبل أجهزة المخابرات السورية. وكان قبل إعتقاله بأيام قليلة قد وجه نقداً لاذعاً للمؤسسة العسكرية من داخل المجلس النيابي، متهماً العسكر بالتدخل في شؤون الشرطة وفي عمليات تهريب.

## العودة إلى الحكم
وبعد اطلاق سراحه، عُيّن العجلاني وزيراً للعدل في حكومة الرئيس معروف الدواليبي، المحسوبة على المحور العراقي الهاشمي.  ولكن هذه الحكومة لم تستمر إلا أربعة وعشورن ساعة فقط لا غير، فقد تم الإطاحة بها وإعتقال جميع أعضائها بأمر من العقيد أديب الشيشكلي، مهندس الإنقلاب الرابع في سورية. غاب العجلاني عن أي نشاط سياسي في فترة حكم الشيشكلي، ليعود إلى العمل السياسي بعد عودة الحياة النيابية إلى البلاد ويصبح وزيراً للمعارف في حكومة الرئيس صبري العسلي يوم 1 أذار 1954. وفي هذه الأثناء، أصبح رئيساً بالوكالة لجامعة دمشق، التي ظلّ يحتفظ بمقعده التدريسي فيها لسنوات. وفي 29 تشرين الأول 1954، عُيّن وزيراً للمعارف مرة ثانية في حكومة الرئيس فارس الخوري، حتى 13 شباط 1955. وأخيراً، أصبح وزيراً للعدل في حكومة الرئيس سعيد الغزي الإنتقالية ما بين 13 أيلول 1955 و14 حزيران 1956، والتي أشرفت على الإنتخابات النيابية والرئاسية في سورية.  

## المؤامرة العراقية
تم اعتقال منير العجلاني مجدداً  من منزله الكائن في بناء الحجار، حيّ المالكي، سنة 1956، بتهمة التحضير لإنقلاب عسكري ضد إدارة الرئيس شكري القوتلي، المقربة من مصر والرئيس جمال عبد الناصر. سيق إلى سجن المزة مع عدد من السياسيين الكبار، مثل سامي كبارة وعدنان الأتاسي، وقيل أنهم تقاضوا مالاً من الوصي على عرش العراق الأمير عبد الإله بهدف إغتيال شخصيات سورية محسوبة على الريس المصري، مثل مدير المخابرات العسكرية عبد الحميد السراج ورئيس البرلمان أكرم الحرواني. تمت محاكمتهم علنياً على مدرج جامعة دمشق وبثت المحاكمة على الهواء مباشرة، حيث دافع العجلاني عن نفسه، نافياً كل الإتهامات الموجهة إليه. ولكن المحكمة العسكرية أدانته بالخيانة العظمى وحكمت عليه بالإعدام، قبل ان يتم تخفبف الحكم إلى السجن المؤبد.  وقد طالب الكثير من الزعماء العرب بإطلاق سراحه، ومنهم الرئيس شكري القوتلي ومالك الأردن الحسين بن طلال والرئيس اللبناني كميل شمعون. ظلّ العجلاني سجيناً في سجن المزة حتى عام 1960، عندما تم نقله إلى الإقامة الجبرية في الإسكندرية، وذلك خلال سنوات الوحدة السورية المصرية. وبعد القضاء على جمهورية الوحدة في 28 أيلول 1961، لم يعد العجلاني إلى سورية بل فضل الإقامة في السعودية، مستشاراً للملك فيصل بن عبد العزيز.

## في السعودية
أسس منير العجلاني المجلة العربية في الرياض سنة 1975، ووضع عدة كتب عن تاريخ المملكة العربية السعودية ومؤسسها الملك عبد العزيز آل سعود.

## مؤلفاته
من مؤلفات منير العجلاني:
1. "أوراق" الصادر في دمشق عام 1943.
2. "تاريخ البلاد العربية السعودية" بيروت 1967.
3. "تاريخ مملكة في مسيرة زعيم" 1968.
4. "الوجيز في الحقوق المدنية".
5. "الوجيز في الحقوق الرومانية".
6. "المختصر في حقوق الجزاء الخاصة".
7. "عبقرية الإسلام في أصول الحكم" المطبوع في دمشق عام 1947.

## الأولاد
زرق منير العجلاني بخمسة أولاد، هم: منار الذي عمل في حقل التعليم، ونوارة التي توفيت باكراً، وفواز الذي عمل مهندساً مع شقيقه أمير، المتخصص بإدارة الأعمال من الولايات المتحدة الأميركية. ومنيرة خريجة الجامعة الأميركية في بيروت وعملت في الجمعيات التطوعية في السعودية.
خلال الخمسينات دعم العجلاني مشروع سوريا الكبرى والوحدة الهاشمية، وهو ما بدا تقاربًا لصيقًا حزب الشعب، ومعارضة لقادة الانقلابات العسكرية
عام 1956 كشفت «خطة سرية» للانقلاب على نظام شكري القوتلي، المتأثر بالناصرية والمتقارب من الاتحاد السوفياتي، للإطاحة بحكومة القائمة، واستقدام حكومة موالية للهاشمية تمهيدًا لإحياء مشروع سوريا

## وفاته
توفي منير العجلاني في الرياض يوم الأحد 2 جمادى الأولى 1425هـ الموافق 20 يونيو (حَزِيران) 2004م.